# Laurel Award
Die Laurel Awards waren nationale US-amerikanische Filmpreise, die jährlich von 1948 bis 1968 und von 1970 bis 1971 an die besten Filme und Filmschaffende des Vorjahres verliehen wurden. Die Preisträger, die man mit dem Golden Laurel (deutsch Goldener Lorbeer) auszeichnete, wurden in einer Umfrage des Motion Picture Exhibitor Magazines von US-amerikanischen und kanadischen Filmtheaterbesitzern bestimmt. Die Laurel Awards verfügten im Gegensatz zu anderen Filmpreisen wie dem Oscar oder die Golden Globe Awards über keine Verleihungszeremonie. Die Resultate der Umfrage wurden im Motion Picture Exhibitor Magazine, in der Regel im September eines jeden Jahres, veröffentlicht.

## Kategorien
Am 10. September 1958 wurden Preisträger in dreiundzwanzig verschiedenen Kategorien bestimmt. In einigen Kategorien wurden bis zu fünfzehn Filmschaffende in absteigender Reihenfolge präsentiert.
| Kategorien                                 | Originalbezeichnung               |
| ------------------------------------------ | --------------------------------- |
| Bestes Action-Drama                        | Top Action Drama                  |
| Bestes Drama                               | Top Drama                         |
| Beste Komödie                              | Top Comedy                        |
| Bestes Musical                             | Top Musical                       |
| Bester Unterhaltungsfilm                   | Top General Entertainment         |
| Bester Produzent/Regisseur                 | Top Producer/Director             |
| Bester Produzent                           | Top Producer                      |
| Bester Regisseur                           | Top Director                      |
| Bester Hauptdarsteller in einem Actionfilm | Top Male Action Star              |
| Bester männlicher Star                     | Top Male Star                     |
| Bester weiblicher Star                     | Top Female Star                   |
| Bester Hauptdarsteller in einem Drama      | Top Male Dramatic Performance     |
| Beste Hauptdarstellerin in einem Drama     | Top Female Dramatic Performance   |
| Bester Hauptdarsteller in einer Komödie    | Top Male Comedy Performance       |
| Beste Hauptdarstellerin in einer Komödie   | Top Female Comedy Performance     |
| Bester Hauptdarsteller in einem Musical    | Top Male Musical Performance      |
| Beste Hauptdarstellerin in einem Musical   | Top Female Musical Performance    |
| Bester Nebendarsteller                     | Top Male Supporting Performance   |
| Beste Nebendarstellerin                    | Top Female Supporting Performance |
| Bester Nachwuchsdarsteller                 | Top New Male Personality          |
| Beste Nachwuchsdarstellerin                | Top New Female Personality        |
| Bester Filmkomponist                       | Top Music Composer                |
| Bester Musik-Choreograph                   | Top Music Director                |

## Preisträger
Die Laurel Awards zeichneten bis ins Jahr 1970 Filmproduktionen getrennt nach Genres in fünf verschiedenen Kategorien aus. Bei der letzten Verleihung 1971 wurden dagegen mit Franklin J. Schaffners Oscar-gekrönter Filmbiografie Patton – Rebell in Uniform (Bester Film) und Elio Petris Ermittlungen gegen einen über jeden Verdacht erhabenen Bürger (Bester ausländischer Film) die Gewinner nur noch in zwei Filmkategorien preisgegeben.
Die Preisträger von 1958 bis 1971:
| Jahr | Bestes Action-Drama                                                                    | Bestes Drama                                                           | Beste Komödie                                                                                               | Bestes Musical                                                                                              | Bester Unterhaltungsfilm                                                                                    |
| ---- | -------------------------------------------------------------------------------------- | ---------------------------------------------------------------------- | --- | --- | --- |
| 1958 | Zwei rechnen ab Regie: John Sturges                                                    | Glut unter der Asche Regie: Mark Robson                                | Ariane – Liebe am Nachmittag Regie: Billy Wilder                                                            | Pal Joey Regie: George Sidney                                                                               | Sein Freund Jello Regie: Robert Stevenson                                                                   |
| 1959 | Die Wikinger Regie: Richard Fleischer                                                  | Solange es Menschen gibt Regie: Douglas Sirk                           | Hausboot Regie: Melville Shavelson                                                                          | Gigi* Regie: Vincente Minnelli                                                                              | Die tolle Tante Regie: Morton DaCosta                                                                       |
| 1960 | Der unsichtbare Dritte Regie: Alfred Hitchcock                                         | Anatomie eines Mordes Regie: Otto Preminger                            | Bettgeflüster Regie: Michael Gordon                                                                         | Can-Can Regie: Walter Lang                                                                                  | Der unheimliche Zotti Regie: Charles Barton                                                                 |
| 1961 | Alamo Regie: John Wayne                                                                | Elmer Gantry Regie: Richard Brooks                                     | Das Appartement* Regie: Billy Wilder                                                                        | Pepe – Was kann die Welt schon kosten Regie: George Sidney                                                  | Der fliegende Pauker Regie: Robert Stevenson                                                                |
| 1962 | El Cid Regie: Anthony Mann                                                             | Die Kanonen von Navarone Regie: J. Lee Thompson                        | Ein Pyjama für zwei Regie: Delbert Mann                                                                     | West Side Story* Regie: Robert Wise                                                                         | Die Vermählung ihrer Eltern geben bekannt Regie: David Swift                                                |
| 1963 | Der längste Tag Regie: Ken Annakin, Andrew Marton, Bernhard Wicki und Darryl F. Zanuck | Die Tage des Weines und der Rosen Regie: Blake Edwards                 | Ein Hauch von Nerz Regie: Delbert Mann                                                                      | Music Man Regie: Morton DaCosta                                                                             | Wer die Nachtigall stört Regie: Robert Mulligan                                                             |
| 1964 | MacLintock Regie: Andrew V. McLaglen                                                   | Der Wildeste unter Tausend Regie: Martin Ritt                          | Tom Jones – Zwischen Bett und Galgen* Regie: Tony Richardson                                                | nicht bekannt                                                                                               | Lilien auf dem Felde Regie: Ralph Nelson                                                                    |
| 1965 | James Bond 007 – Goldfinger Regie: Guy Hamilton                                        | Die Unersättlichen Regie: Edward Dmytryk                               | Der große Wolf ruft Regie: Ralph Nelson                                                                     | Goldgräber-Molly Regie: Charles Walters                                                                     | Mary Poppins Regie: Robert Stevenson                                                                        |
| 1966 | James Bond 007 – Feuerball Regie: Terence Young                                        | Doktor Schiwago Regie: David Lean                                      | Cat Ballou – Hängen sollst du in Wyoming Regie: Elliot Silverstein                                          | Dominique – Die singende Nonne Regie: Henry Koster                                                          | Meine Lieder – meine Träume* Regie: Robert Wise                                                             |
| 1967 | Die gefürchteten Vier Regie: Richard Brooks                                            | Wer hat Angst vor Virginia Woolf? Regie: Mike Nichols                  | Modern Millie – Reicher Mann gesucht Regie: George Roy Hill                                                 | nicht bekannt                                                                                               | Ein Mann zu jeder Jahreszeit* Regie: Fred Zinnemann                                                         |
| 1968 | Bonnie und Clyde Regie: Arthur Penn                                                    | In der Hitze der Nacht* Regie: Norman Jewison                          | Ein seltsames Paar Regie: Gene Saks                                                                         | nicht bekannt                                                                                               | Deine, meine, unsere Regie: Melville Shavelson                                                              |
| 1969 | Preis nicht vergeben                                                                   | Preis nicht vergeben                                                   | Preis nicht vergeben                                                                                        | Preis nicht vergeben                                                                                        | Preis nicht vergeben                                                                                        |
| 1970 | Zwei Banditen Regie: George Roy Hill                                                   | Asphalt-Cowboy* Regie: John Schlesinger                                | Zum Teufel mit der Unschuld Regie: Larry Peerce                                                             | Oliver* Regie: Carol Reed                                                                                   | Der Marshal Regie: Henry Hathaway                                                                           |
| 1971 | Patton – Rebell in Uniform* (Bester Film) Regie: Franklin J. Schaffner                 | Patton – Rebell in Uniform* (Bester Film) Regie: Franklin J. Schaffner | Ermittlungen gegen einen über jeden Verdacht erhabenen Bürger (Bester ausländischer Film) Regie: Elio Petri | Ermittlungen gegen einen über jeden Verdacht erhabenen Bürger (Bester ausländischer Film) Regie: Elio Petri | Ermittlungen gegen einen über jeden Verdacht erhabenen Bürger (Bester ausländischer Film) Regie: Elio Petri |

* = Filmproduktionen, die bei der Oscarverleihung als bester Film des Jahres ausgezeichnet wurden